# Alan Stivell
Alan Stivell (ur. 6 stycznia 1944 w Riom) – bretoński muzyk i piosenkarz. Swoją twórczość akompaniuje na harfie celtyckiej. Jest jedną z osób, dzięki której od 1970 roku odrodziło się zainteresowanie Bretanią i muzyką celtycką.

## Młodość i początki kariery
Alan Stivell urodził się w  Auvergnat. Jego ojciec Georges Cochevelou był urzędnikiem administracji państwowej Francuskiego Ministerstwa Finansów, który zrealizował swoje marzenia dotyczące odtworzenia celtyckiej lub bretońskiej harfy w małym miasteczku Gourin, w Bretanii. Jego matka Fanny-Julienne Dobroushkess pochodziła z Litwy. W 1953 roku, Alan zaczął grać na instrumentach w wieku dziewięciu lat pod opieką swojego ojca i Denise Megevand, harfisty. Uczył się także mitologii celtyckiej, sztuki, historii jak i języka bretońskiego, tradycyjnych bretońskich tańców, gry na szkockich dudach i bombarde, tradycyjnym bretońskim instrumencie, z grupy aerofonów dwu stroikowych. Alan w wieku jedenastu lat zaczął zarówno grywać koncerty jak i zgłębiać wiedzę na temat tradycyjnej bretońskiej, angielskiej, irlandzkiej, szkockiej, i walijskiej muzyki ludowej, uczył się także gry na perkusji, flecie irlandzkim i flażolecie. Wziął udział, a także wygrał kilka  konkursów bretońskiej muzyki tradycyjnej z zespołem Bleimor Pipe. Alan spędził dzieciństwo w Paryżu z kosmopolitycznymi wpływami, zakochał się jednak w  bretońskiej muzyce i celtyckiej kulturze i jako nastolatek bardzo często wracał do Bretanii.
Pierwsze nagranie Alana ukazało się w 1960 roku ("Musique gaelique"), był to singiel poprzedzający LP Telenn Geltiek w 1964. Miał on już na swoim koncie solo na harfie oraz chórki na hafie w 1959 z zespołem Beiz ma bro ("Brittany my country") oraz Mouez Breiz EP ("Voice of Brittany") z piosenkarką  Andreą Ar Gouilh. Jego sceniczny pseudonim, "Stivell", po bretońsku znaczy "fontanna/źródło" lub "wiosna". Nazwa odnosi się zarówno do bretońskiego pseudonimu jak i do jego nazwiska "Cochevelou" (pochodzącego od kozh stivelloù, "stare fontanny/źródła").

## Stivell i odrodzenie harfy celtyckiej
Z nową bardyjską harfą ze strunami z brązu, Stivell rozpoczął eksperymentowanie z nowoczesnymi stylami muzyki znanymi jako Celtic rock. W 1966 roku, Alan Stivell zaczął tworzyć i nagrywać jako piosenkarz. W tym samym roku podpisał kontrakt z wytwórnią Philips (Universal). Był to czas narodzin ruchu New Breton i muzyki celtyckiej. W roku 1968, po dwóch latach koncertowania i regularnego pojawiania się w American Students and Artists Center w Paryżu, Alan dołączył do Moody Blues na scenie podczas występu w London's Queen Elizabeth Hall.
W roku 1970, Stivell wypuścił swój pierwszy hit, singiel "Broceliande" i album "Reflets", oba z wytwórni Philips records. Stivel zaczął być kojarzony z rozkwitem bretońskiej kultury, szczególnie po ukazaniu się w 1971 roku czysto instrumentalnego albumu "Renaissance of the Celtic Harp", który wygrał jedną z najbardziej prestiżowych nagród we Francji, nagrodę Académie Charles Cros.

Krytyk muzyczny Bruce Elder napisał o albumie "Renaissance of the Celtic Harp":
Ludzie, którzy usłyszą te nagrania nie są już tacy sami jak wcześniej. Renaissance of the Celtic Harp jest jednym z najpiękniejszych i najbardziej zapadających w pamięć albumów nagrań, które zostały kiedykolwiek stworzone. Przedstawia on dźwięki celtyckiej harfy wielu tysiącom słuchaczy na całym świecie. Nazwać tę muzykę wspaniałą i olśniewającą byłoby niedopowiedzeniem  nie ma w języku angielskim słów, którymi można by było właściwie opisać ten album. Pierwsze z nagrań, 'Ys', to kawałek inspirowany legendą o stolicy królestwa Kornwalii z piątego wieku, (większość wersji legendy umiejscawia miasto w Douarnenez Bay na wybrzeżu Bretanii), [co jest uważane za fakt] zatopionej w wyniku powodzi jako karę za grzechy. (Debussy napisał jedną z najlepszych piosenek , "The Engulfed Cathedral," przekształconą przez grupę Renaissance w "The Harbor" opierającą się na tej samej legendzie, Ashes Are Burning). Refleksyjne "Marv Pontkellec" jest w każdym calu fascynująco piękne, ale najciekawszym fragmentem tego nagrania jest "Gaeltacht," 19-minutowa muzyczna podróż harfy Stivella wzdłuż Gaeltachtu (gaelickich wybrzeży Irlandii), Szkocji, i Wyspy Man.

## Dyskografia
- Telenn Geltiek / Harpe celtique (1964)
- Reflets (1970)
- Renaissance de la Harpe Celtique (1971)
- A l'Olympia - Live (1972)
- Chemins de terre / From Celtic Roots (1973)
- E Langonned / A Langonnet (1974)
- E Dulenn / Live in Dublin (1975)
- Trema'n inis: Vers l’île (1976)
- Roak Dilestra: Avant d'accoster / Before Landing (1977)
- Un Dewezh barzh gêr: Journée à la maison / A Homecoming (1978)
- International Tour: Tro ar Bed (1979)
- Symphonie Celtique: Tir na-nOg) / Celtic Symphony (1980)
- Terre des vivants: Bed an dud bew (1981)
- Légende / Legend / Mojenn (1983)
- Harpes du Nouvel Âge / Telenn a' Skuih-dour (1985)
- The Mist of Avalon (1991)
- Again (1993)
- Brian Boru (1995)
- 1 Douar / 1 Earth (1998)
- Back to Breizh (2000)
- Au-delà des mots / Beyond Words (2002)
- Explore (2006)
- Emerald (2009)
- AMzer (2015)

### Główne koncerty
- Bretagnes à Bercy (1999)
- Nuit Celtique II au Stade de France (2003)
- 40th Anniversary Olympia 2012 (2013)